# SMACS J0723.3-7327
SMACS J0723.3-7327 — скопление галактик с сопутствующим расстоянием в 5,12 миллиардов световых лет, находящийся в созвездии Летучей Рыбы (α/δ = 110.8375, −73.4391667). Его видно на участке неба Южного полушария Земли, на который часто наводят космический телескоп Хаббла и другие телескопы в поисках глубокого прошлого. Данное скопление стало целью первого полноцветного изображения космического телескопа Джеймса Уэбба, полученного с помощью инструмента NIRCam. Ранее оно наблюдалось телескопом Хаббла в рамках Кластерного обзора Южного Масива (SMACS), а также Планка и Чандры.